# بشار بن برد
أَبُو مُعاذ بَشّارُ بنُ بُرْدِ بنِ يَرجُوخَ اَلعُقَيْلِيُّ وَلاءً البَصرِيّ (96 هـ - 168 هـ)، شاعر مطبوع، إمام الشعراء اتجاهات الشعر في العصر العباسي#الاتجاه الجديد. ومن المخضرمين حيث عاصر نهاية الدولة الأموية وبداية الدولة العباسية. ولد أعمى وكان من فحولة الشعراء وسابقيهم المجيدين. كان غزير الشعر، سمح القريحة، كثير الافتتان، قليل التكلف، ولم يكن في الشعراء المولدين أطبع منه ولا أصوب بديعًا. قال أئمة الأدب: «إنه لم يكن في زمن بشار بالبصرة غزل ولا مغنية ولا نائحة إلا يروي من شعر بشار فيما هو بصدده.» وقال الجاحظ: «وليس في الأرض مولد قروي يعد شعره في المحدث إلا وبشار أشعر منه.» اتهم في آخر حياته بالزندقة. فضرب بالسياط حتى مات.

## مولده نشأته
ولد بشار بن برد في نهاية القرن الأول الهجري سنة 96 هـ. عند بني عقيل في بادية البصرة ونشأ وتعلم فيها، واشتهر شعره فيها. سكن حران مدة، وتنقل في البلاد مدة. وانتقل إلى بغداد وفيها توفي.

## أصله ونسبه[5]
بشار بن برد بن يرجوخ (وقيل بهمن) العُقيلي، كني بأبي معاذ. وكان يلقب بالمرعث، قيل أن من أجداده من كانوا ملوك الفرس، وفي نسبه الوارد في ديوانه بعض ملوك الفرس، ولذلك كان بشار يفتخر بنسبه في أكثر من موضع من ديوانه كما في قوله:
وأصله من تاجیک من أقليم خراسان كما يفتخر بذلك في قوله:
وقال:
كان أبوه مولى لبني عقيل بن كعب من بني عامر يعمل طيانا، وقع أبوه يرجوخ في سبي المهلب بن أبي صفرة. وولد برد في الرق ونشأ رقيقا في ملك زوجة المهلب خيرة القشيرية. زوجته خيرة لأمة رومية كانت لرجل من الأزد (أم بشار) يقال أن اسمها غزالة. ثم وهبته بعد ذلك لامرأة عقيلية.ولد بشار مولى لدى العقيلية ثم أعتقته بعد أن توفي والده. عرف بعدها بمولى عقيل ونسب بالعقيلي وقد قال في ذلك:
وقد كتب بشار يلخص أصله ونشأته:

## أهله
كان له أخوان لأمه بحسب التحقيق، بشر وبشيرا، وكانا قصابين وكان بشار بارا بهما. وله زوجة اسمها أمامة وولد اسمه محمد توفي صغيرًا. وجزع له بشار جزعا شديدًا ورثاه في قصيدة يقول فيها:
وقيل إنه انقطع عقبه قبل وفاته ويقال بأن محمد بن بشار إنما مات بعد والده، فعاش بعد وفاة والده حتى شب.

## صفته
كان دميم الخلقة، أعمى، طويلاً ضخم الجسم، عظيم الوجه، جاحظ العينين، قد تغشاهما لحم أحمر، فكان قبيح العمى، مجدور الوجه. ضرب به المثل لقباحة عينه، فقالوا: «كعين بشار بن برد». وقد قال مخلد بن علي السلامي يهجو إبراهيم بن المدبر:

ولد بشار أعمى وفي ذلك يقول:
ومع أنه كان أعمى منذ ولادته إلا أنه كان يأتي بشعر لا يشعر معه السامع بأن صاحبه أعمى.كان يلبس قميصا وجبة، ويجعل لهما جيبين واسعين في جهة الصدر والنحر، ثم يشدهما بأزرار. فإذا أراد أن ينزع قميصه والجبة أطلق الأزرار، فيسقط قميصه على الأرض. ولا ينزع قميصه من جهة رأسه أبدا. قال في الأغاني: وكان لبشار أخوان، وكان بارا بهما، فكانا يستعيران ثيابه، فيوسخانها وينتنان ريحها، إذ كانا قصابين، فاتخذ لنفسه قميصا له جيبان، وحلف ألا يعير أخويه ثيابه، فكانا يأخذانها بغير إذنه، فإذا دعا ببعضها فلبسه أنكر رائحته، فإذا أعياه الأمر خرج إلى الناس في تلك الثياب على نتنها ووسخها، فيقال له ما هذا يا أبا معاذ؟ فيقول: هذه ثمرة صلة الرحم !
وكان سريع الغضب سريع الهجاء، وكان محبا للملذات مجاهرًا بها حتى عرف عنه مجاهرته بالسكر والزنى. وكان سريع الرد على من خالفه، بذيء اللسان، شديد الأذى. وكان ثابت الرأي شجاع القلب.
كان هجّاءً، فاحشا في شعره، هجا الخليفة المهدي ووزيره يعقوب بن داود. حتى العلماء والنحاة فقد عرض بالأصمعي وسيبويه والأخفش وواصل بن عطاء. اتهمه بعض العلماء بالشعوبية والزندقة. وبرأه البعض من ذلك لغيرة العرب من الفرس عند بداية العصر العباسي وقيام الفرس بشؤون الدولة.

## بدايته وكيف قُتِل
بشار بن برد كان جريئا في الاستخفاف بكثير من الأعراف والتقاليد نهما مقبلا على المتعة (لا يوجد دليل)، عاش بشار بن برد ما يقرب من سبعين عاما قبل أن يقتله الخليفة العباسي المهدي متهما إيّاه بالزندقة وكان بشار إلى جانب جرأته في غزله يهجو من لا يعطيه وكان قد مدح الخليفة المهدي فمنعه الجائزة، فاغتاظ الشاعر وقال فيه البيتين الشهيرين: «خليفة.. يلعب بالدبوق والصولجان..» إلى آخر الشعر. أنشد البيتين أمام يونس بن حبيب النحوي، فسعى به إلى وزير الخليفة يعقوب بن داود، وكان بشار قد هجاه قائلاً:
كان ابن داود ينتظر الفرصة، فأسرع إلى الخليفة: يا أمير المؤمنين، إن هذا الأعمى الملحد الزنديق بشاراً قد هجاك. قال: بأي شيء؟ أجابه قائلاً: بما لا ينطق به لساني، ولا يتوهمه فكري. فألح عليه الخليفة، ولكنه ظل يتمنع: والله لو خيرتني بين إنشادي إياه وضرب عنقي، لاخترت ضرب عنقي'''. ظل الخليفة يلح عليه حتى توصلا إلى حل وسط: أن يكتب له ما قاله الشاعر على ورقة. ففعل، فكاد الخليفة ينشق غيظاً، ثم ذهب إلى البصرة للنظر في أمرها. فسمع أذاناً في ضحى النهار، فسأل عن ذلك، فإذا به بشار في حالة السكر، فقال له: يا زنديق أتلهو بالأذان في غير وقت الصلاة وأنت سكران، ثم أمر بضربه سبعين سوطاً. فأخذوه في زورق وجلسوا يضربونه على النهر فكلما ضربوه بالسوط قال بشار: حس (حس هي كلمة تقال عند العرب لمن أحس بالألم). فقال بعضهم: انظروا إلى زندقته مانراه يحمد الله تعالى. فقال بشار: ويلك! أثريد هو حتى أحمد الله عليه (الثريد من أنواع الأطعمة). فما وصل إلى السبعين سوطا حتى أشرف على الموت، فألقي على صدر السفينة فقال بشار: ليت عين الشمقمق تراني حين يقول:
إن بـشــار بـــن بـــرد أعمى في سفينة.
ورموا جثته على قطعة خشب فحمله الماء إلى البصرة فأخذه أهله ودفنوه بها، وحكي إنه بعدما ضرب بشار أمر من يفتش منزله فوجدوا رسالة مكتوب فيها: كلمة لم يفهمها أحد هي: م حخكنم.

## حياته الشعرية
روى بشار عن نفسه أنه أنشد أكثر من اثني عشر ألف قصيدة ولكن ما وصل إلينا من شعره لا يرى في هذا القول سوى مبالغة هائلة فشعره ليس كثير أو يعلل بعض من يرون أن ما وصل ألينا أقل بكثير مما قاله بشار.
إن الرقابة الدينية والسياسية والاجتماعية في عصره قد حذفت كثيرا من شعره بعد وفاته وهو متهم في معظمه خاصة في الغزل والهجاء.
عرف بشار بنمطه يجلس فيما يشبه الصالون العصري يتقبل النساء الراغبات في سماع شعره أو المغنيات اللواتي حفظن هذا الشعر ليتغنين به والغرض الثاني هو المديح فإنه الوسيلة التي يمكن أن تدر عليه المال الذي يحتاجه لينفقه في ملذاته ولذا كان مبالغا في مدائحه طمعا في رضا الممدوح لإغرائه بالعطاء والغرض الثالث هو الهجاء وكان بشار شديد الوطأة في هجائه خاصة على هؤلاء الذين يمتنعون عن عطائه وقد كان بشار يرتاد مجالس اللهو والغناء يقول في مغنية:
هذه الأبيات نموذج دال على غزل بشار بن برد هذا الغزل الذي يتسم بالرقة والبساطة والحواريات التي تعبر عن شخصية اجتماعية تؤثر الجلوس والائتناس في مجالس الغناء واللهو وقد ضمن بشار قصيدته بعض أبيات لجرير مثل البيت الثاني والبيت الرابع ويبدو أن بشار كان مولعاً بجرير فقد حاول في مطلع شبابه أن يهجوه حين كان العصر عصر هجاء والمعروف بالنقائض بين جرير والفرزدق لكنَّ جرير استصغره ولم يردّ عليه وقد تحسّر بشار لأنّ جريراً لم يرد على هجائه لأنّه كان يطلب الشّهرة حيث كان جرير شاعراً يملأ السّاحة الشّعرية الأمويّة ويبدو أنّ بشاراَ ظلّ على حبّه لجرير لأنّه طلب من المغنية أن تغني أبياته التي يقول فيها: إنّ العيون الّتي في طرفها حور قتلننا ثم لم يحيين قتلانا يبدو أنّه كان يتّخذ هذا الحديث عن جرير تعلّة لإعلاء شأن نفسه، كما حاول ذلك في صباه فقد جعل المغنية تردّ عليه في القصيدة فتقول له إنّها ستغني شعراً أفضل من هذا وقالت البيت المشهور لبشار - يا قوم أذني لبعض الحي عاشقة والأذن تعشق قبل العين أحيانا- وهكذا يظل بشار مفتوناً بشعره وبالنّساء وبالحياة الّتي اقتحمها معبّراً عن الاقتحام ببيته الذي يقول فيه:
وقد أخذ الشاعر سلم الخاسر هذا المعنى في ألفاظ أبسط فقال:
وقد عشق بشار بن برد امرأة يقال لها عبدة يقول فيها:
يشكو ألم الوجد وشجن الصبابة وأرق العشاق فيقول بشار:

## وفاته
توفي بشار سنة 167 هـ إثر اتهامه بالزندقة، وقد ذكر ابن المعتز في كتاب «طبقات الشعراء» سبب وفاته فقال: «كان بشار يعد من الخطباء البلغاء الفصحاء وله قصائد وأشعار كثيرة، فوشى به بعض من يبغضه إلى المهدي بأنه يدين بدين الخوارج فقتله المهدي، وقيل: بل قيل للمهدي: إنه يهجوك، فقتله، والذي صح من الأخبار في قتل بشار أنه كان يمدح المهدي، والمهدي ينعم عليه، فرمي بالزندقة فقتله، وقيل: ضربه سبعين سوطاً فمات، وقيل: ضرب عنقه»، ودفن بالبصرة. وكانت نهايته في عصر الخليفة المهدي.

### وصلات خارجية
- ديوان بشار بن برد من بوابة الشعراء[10]